# Heinrich Kurz
Heinrich Kurz, född 28 april 1805, död 24 februari 1873, var en tysk-schweizisk litteraturhistoriker.
Kurz ägnade sig särskilt åt utgivning av äldre tysk litteratur i Deutsche Bibliothek 1862-1867. Bland hans övriga verk märks främst Geschichte der deutschen Literatur (4 band, 1851-72), ett mellanting mellan litteraturhistoria och antologi.